# Friedrich Werner
Pour les articles homonymes, voir Friedrich Werner (homonymie).
Friedrich Werner (né à Pirna le 3 octobre 1621, mort dans les années 1660?), est un cornettiste allemand, frère du chantre Christoph Werner (1617-1650), jouant à la cour de Dresde sous la direction de Heinrich Schütz,,,.